# مايكل ماير (كاهن كاثوليكي)
مايكل ماير (بالألمانية: Michael Meier)‏ (و. 1928  م) هو كاهن كاثوليكي ألماني.

## مناصب
تولى منصب أسقف كاثوليكي (منذ 15 أغسطس 1984)
- مطران كاثوليكي  [لغات أخرى]‏[1]

.